# Nomada femoralis
Nomada femoralis là một loài Hymenoptera trong họ Apidae. Loài này được Morawitz mô tả khoa học năm 1869.